# Багаладі
Багаладі, Баґаладі (італ. Bagaladi, сиц. Bagalatu) — муніципалітет в Італії, у регіоні Калабрія,  метрополійне місто Реджо-Калабрія.
Багаладі розташоване на відстані близько 520 км на південний схід від Рима, 120 км на південний захід від Катандзаро, 17 км на південний схід від Реджо-Калабрії.
Населення — 1062 особи (2014).
Щорічний фестиваль відбувається 9 листопада, покровитель — San Teodoro martire.

## Демографія
Населення за роками:

Станом на 1 січня 2023 року в муніципалітеті офіційно проживав 71 іноземець з 12 країн, серед них 17 громадян країн Євросоюзу та 1 громадянин України.

## Сусідні муніципалітети
- Кардето
- Монтебелло-Йоніко
- Реджо-Калабрія
- Роккафорте-дель-Греко
- Сан-Лоренцо